# Castelletto in Garfagnana
Castelletto in Garfagnana è un piccolo villaggio, del comune di Sillano Giuncugnano in provincia di Lucca, nell'alta valle del Serchio (800 metri circa).

## Storia
Il toponimo lascia supporre che in antico vi si trovasse il castello nominato nel diploma di Federico I come "Castrum de Malliano". Supposizione avvalorata anche dall'Offizio sulle differenze dei confini del 1489, in cui sono elencate tutte le "terre murate" della Garfagnana estense, tra le quali figura anche Casteleto.
Nell'ambito territoriale del paese si trova la località denominata la "Terra".
La tradizione locale vorrebbe che il primo luogo abitato sia stato proprio la "Terra". Ciò sarebbe confermato dal fatto che fino da epoca molto antica in quella località sorgeva la chiesa parrocchiale di santa Felicita, che serviva anche alle popolazioni di Ponteccio e Gragna e che verrà unita alla parrocchiale di Magliano. Col tempo, a causa di calamità naturali, gli abitanti della Terra si sarebbero trasferiti nell'attuale ubicazione del Castelletto e a Ponteccio.
Nel XVI secolo le più consistenti famiglie residenti al Castelletto erano Bertoni, Bonucci, Castelli, Reali, detti anche, questi ultimi, "dalla Terra".